# Лугова (Шумерлинський район)
Лугова́ (рос. Луговая, чув. Луговая) — присілок у складі Шумерлинського району Чувашії, Росія. Входить до складу Юманайського сільського поселення.
Населення — 158 осіб (2010; 171 у 2002).
Національний склад:
- чуваші — 98 %